# Наталовский сельский совет (Гребёнковский район)
Наталовский сельский совет (укр. Наталівська сільська рада) — входит в состав
Гребёнковского района
Полтавской области
Украины.
Административный центр сельского совета находится в с. Наталовка.

## Населённые пункты совета
- с. Наталовка
- с. Алексеевка